# Brian Baird

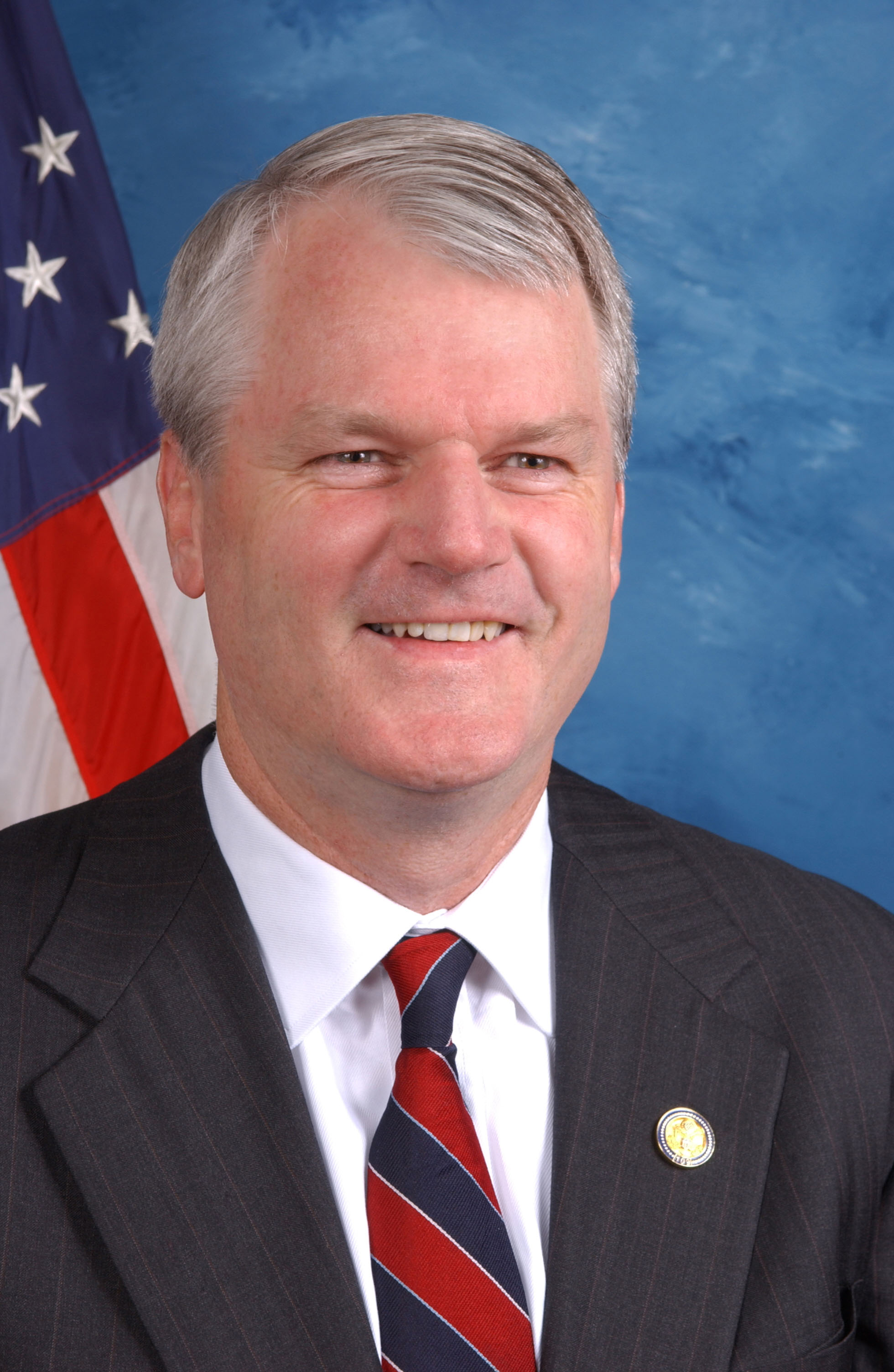
Brian Baird

Brian Baird (* 7. März 1956 in Chama, New Mexico) ist ein US-amerikanischer Politiker. Von 1999 bis 2011 vertrat er den Bundesstaat Washington im US-Repräsentantenhaus.

## Werdegang
Brian Baird studierte bis 1977 an der University of Utah in Provo und danach bis 1984 an der University of Wyoming in Laramie, wo er die Fächer Philosophie und Psychologie belegte. Zwischen 1986 und 1998 arbeitete er als Psychologieprofessor an der Pacific Lutheran University in Tacoma.
Politisch schloss sich Baird der Demokratischen Partei an. 1996 kandidierte er erstmals, aber noch erfolglos, für den Kongress. Bei den Wahlen des Jahres 1998 wurde er im dritten Wahlbezirk seines Staates in das US-Repräsentantenhaus in Washington, D.C. gewählt, wo er am 3. Januar 1999 die Nachfolge von Linda Smith antrat. Nachdem er bei allen folgenden Wahlen bestätigt wurde, kann er sein Mandat bis heute ausüben.  Baird hat bereits im Dezember 2009 erklärt, dass er im Jahr 2010 nicht mehr kandidieren wolle. Somit endete seine Mitgliedschaft im Kongress am 3. Januar 2011. Der Demokrat Dennis Heck und die Republikanerin Jaime Herrera Beutler, beide Abgeordnete im Repräsentantenhaus von Washington, bewarben sich um seine Nachfolge. Herrera konnte die Wahl für sich entscheiden.
Baird hält den Irakkrieg für einen historischen Fehler amerikanischer Außenpolitik. Trotzdem hat er 2007 einer Verlängerung der amerikanischen Truppenpräsenz in dieser Region zugestimmt. Am 19. Februar 2009 besuchte Baird zusammen mit dem Abgeordneten Keith Ellison aus Minnesota den Gazastreifen, um sich ein Bild von der Lage in der Region zu machen. Baird war zuletzt Mitglied im Ausschuss für Wissenschaft und Technologie sowie im Ausschuss für Verkehr und Infrastruktur. Außerdem war er noch Mitglied in verschiedenen Unterausschüssen.
Brian Baird ist verheiratet und lebt privat in Vancouver im Bundesstaat Washington.